# 贡波尔德斯基兴
贡波尔德斯基兴是奥地利下奥地利州默德灵县的一个市镇。总面积8.11平方公里，总人口3282人，人口密度404.7人/平方公里（2005年）。